# Casa al carrer Doctor Vidal Geli, 17 (Sant Pere Pescador)
La Casa al carrer Doctor Vidal Geli, 17 és una obra de Sant Pere Pescador (Alt Empordà) inclosa a l'Inventari del Patrimoni Arquitectònic de Catalunya.

## Descripció
Situada dins del nucli urbà de la població de Sant Pere Pescador, al sud de l'antic nucli medieval de la vila.
Edifici entre mitgeres, format per dos cossos adossats, amb un pati a la part posterior. L'edifici principal consta de tres crugies perpendiculars a la façana, amb la coberta a dues vessants. Està distribuït en planta baixa i dos pisos. El cos adossat al sud, de tres plantes també, està retirat de la línia de façana que marca el principal. Totes les obertures de l'edifici són rectangulars i estan emmarcades amb carreus de pedra ben desbastats. A la planta baixa, les llindes són planes, la del portal d'accés gravada amb una inscripció: “DIE 26 APRILLIS HERONIMUS EERREROS ME FECIT ANNO DONI 1672”. Al pis hi ha tres finestres amb els ampits motllurats, probablement restituïdes. A la segona planta hi ha una galeria de tres obertures rectangulars, bastides amb maons, i separades per pilars rectangulars amb capitell motllurat. La façana està rematada amb una cornisa amb voladís. La façana està arrebossada i pintada de dos colors.

## Història
En el nucli antic de Sant Pere Pescador hi ha algunes cases dels segles XVI, XVII i XVIII amb interessants elements arquitectònics. Amb l'acabament de les guerres remences la vila de Sant Pere Pescador s'expandí més enllà del nucli fortificat al centre, on hi havia l'església i la casa Caramany, sobretot vers migdia on es formà un extens barri entre la muralla i el riu. L'habitatge del carrer Dr. Vida Geli 17 és un immoble originari del segle xvii amb reformes posteriors, com ho testimonia la data de 20 de abril de 1672 que s'aprecia inscrita a la llinda de la porta principal.